# 변론
변론(辯論, pleading)이란 형사소송법 또는 민사소송법에서 기일에 수소법원의 공개법정에서 당사자 쌍방이 구술에 의해 판결의 기초가 될 소송자료를 제출하는 방법으로 소송을 심리하는 절차이다. 구술주의를 원칙으로 하는 관계상 변론은 보통 구술로 행해지므로 구술변론이라는 말로 사용되고 있다. 피고인의 항변(defense) 또는 소송행위로서의 '변호인의 변론'(argument)을 뜻하기도 한다.
일반적으로 변론이라 함은
① 소송주체가 기일에 하는 일체의 소송 행위를 포함하는 것으로, 신청·진술·증거신청 등 당사자의 소송행위만이 아니라 소송지휘·증거조사·판결의 선고 같은 기일에서 재판기관의 소송행위를 모두 포함하는 것,
② 위의 의미 중 특히 당사자의 소송행위와 증거조사만을 가리키는 것,
③ 위의 의미 중 증거조사도 제외하고 당사자의 소송행위만을 가리키는 것 등이 있으나 ③의 의미로 쓰인다.
변론은 심리절차상의 차이에 의해 필요적 변론과 임의적 변론으로 나뉘는데, 먼저 필요적 변론이란 반드시 변론을 열지 않으면 안 되고 변론에서 행한 구술진술만이 재판의 자료로 인정되는 경우를 말하고 임의적 변론은 반드시 변론을 열 것을 요구하지 않는 경우에 법원의 재량껏 임의적으로 열 수 있는 변론을 말한다. 형사소송법상 판결은(일정한 예외의 경우를 제외) 구두 변론에 의거해야 하지만 결정이나 명령은 구두 변론에 의거하지 않을 수 있다. 증거조사가 끝나고 소송의 최후단계에서 검사의 의견진술(논고), 피고인측(피고인 또는 변호인)의 최후진술이 있는데, 이를 최종변론이라 한다. 법원은 필요하다고 인정한 때에는 직권 또는 검사·피고인이나 변호인의 신청에 의한 결정으로 변론을 분리 또는 병합할 수 있고, 종결한 변론을 재개할 수 있다.

## 필수적 변론의 원칙
1. 소송물에 대한 재판인 판결을 내리는 데에는 반드시 변론을 거치지 않으면 안된다.
2. 변론에서 진술되거나 나타난 자료만이 판결의 기초가 된다.

## 변론준비절차
종전에는 답변서 제출 단계에서 원칙적으로 변론준비절차에 부치도록하여 서면준비절차와 변론준비기일을 선행시킨 사건관리방식을 채택하였으나, 2008년 12월에 민사소송법을 개정하여 절차가 변론기일을 중심으로 진행되도록 함으로써 직접주의와 공개주의에 바탕을 둔 충실한 구술심리를 실현하고자 피고가 답변서를 제출하면 재판장은 원칙적으로 바로 변론기일을 정하도록 하였다. 재판장은 바로 사건을 검토하여 가능한 최단기간 안의 날로 제1회 변론기일을 지정하여야 한다.

### 종류
1. 서면에 의한 변론준비절차
2. 변론준비기일
3. 변론준비절차의 종결
4. 변론준비기일을 종결한 효과
5. 변론준비절차를 마친 뒤의 변론

## 법무사
법무사는 법정에서 변론을 할 수 있는 소송대리권이 없다는 점을 제외하면 변호사와 동일한 권한을 가지고 있다. 그러나, 대한민국의 법정에서, 변호사는 구두변론은 준비서면으로 말할 내용을 모두 서면으로 작성한 다음, 법정에 출석해서는 "준비서면대로 진술합니다." 이렇게 한마디 말하는 것으로 구두변론을 한 것으로 인정한다. 그런데, 법무사는 준비서면을 작성할 수 있다. 따라서 법정에 출석하지만 못하는 것이지, 사실상 소송의 전 과정을 도울 수 있다.

## 같이 보기
- 준비서면

## 참고 문헌
- 조상희, 『법학전문대학원 민사소송법 기본강의』. 한국학술정보(주), 2009. ISBN 9788953423077